# Luigi De Manincor
Luigi De Manincor (ur. 14 lipca 1910 w Trieście, zm. 13 lutego 1986 w Varazze) – włoski żeglarz sportowy, medalista olimpijski.
Podczas letnich igrzysk olimpijskich w Berlinie (1936) zdobył, wspólnie z Giovannim Reggio, Bruno Bianchim, Domenico Mordinim, Enrico Poggim i Luigi Poggim, złoty medal w żeglarskiej klasie 8 metrów. Po raz drugi na letnich igrzyskach olimpijskich wystąpił w Londynie (1948), zajmując 5. miejsce w klasie Dragon.
Luigi de Manincor zaczął żeglować w bardzo młodym wieku w Yacht Club Adriatico. W wieku 15 lat wziął udział w swoich pierwszych międzynarodowych zawodach, w regatach nad Balatonem. W 1948 zajął drugie miejsce w mistrzostwach Włoch w klasie Star, w parze z Tito Nordio – olimpijczykiem z 1928. Zdobył pięć tytułów mistrza Włoch w klasie 6 metrów, ale wycofał się z uczestnictwa w zawodach w 1950, po zajęciu czwartego miejsca na mistrzostwach świata w Chicago (w klasie Star). Za zasługi został odznaczony Złotym Medalem przez Włoski Narodowy Komitet Olimpijski.
Obok jego grobu, w Rovinj na Istrii, znajduje się tablica pamiątkowa Silvano Abbà, jego rodaka i brązowego medalisty igrzysk w Berlinie (1936) w pięcioboju nowoczesnym.